# Stade tunisien
 (avril 2009).
Si vous disposez d'ouvrages ou d'articles de référence ou si vous connaissez des sites web de qualité traitant du thème abordé ici, merci de compléter l'article en donnant les références utiles à sa vérifiabilité et en les liant à la section « Notes et références ».
Le Stade tunisien (arabe : الملعب التونسي) est un club omnisports tunisien basé au Bardo près de Tunis. Fondé le 7 juillet 1948, il est l'héritier de la section de football de la défunte Association des jeunes musulmans.

## Historique

### Fondation
En 1947, l'association culturelle des Jeunes musulmans, dirigée par le cheikh Salah Enneifer, prend en charge une école pour jeunes filles musulmanes, située à la rue des Selliers, et des sections de scouts et de football. En juillet, une délégation comprenant le président et le secrétaire général de la section de football, un industriel du Bardo, Habib Ben Mokthar, et un jeune footballeur, Slah Damergi, se rend chez le docteur Mohamed Ben Salem pour lui demander de prendre la tête de leur section.
Les médecins autochtones sont alors souvent les figures de proue des clubs sportifs : Salah Aouidj au Club africain ou Chedly Zouiten à l'Espérance sportive de Tunis.
Une assemblée générale extraordinaire de l'association est convoquée pour fonder un club omnisports et qui prend le nom de Stade tunisien, bien que les autorités du protectorat exigent dans un premier temps l'appellation de Stade tunisois pour éviter les références nationalistes.

### Évolutions
Au cours des années qui suivent, les activités du club s'enrichissent par la création de nouvelles sections : boxe, volley-ball, cyclisme, basket-ball, athlétisme, judo, natation et plus tard handball.

## Présidents
Durant son existence, le Stade tunisien a connu seize présidents :
- 1947-1953 : Mohamed Ben Salem
- 1953 : Salah Azaïz
- 1953-1957 : Abdessalem Mestiri
- 1957-1963 : Ali Cherif
- 1963-1970 : Ajmi Slim
- 1970-1971 : Mohieddine Bachraoui
- 1971-1972 : Habib Mokthar
- 1972-1987 : Hédi Neifar
- 1987-1987 : Youssef Ben Ammar
- 1987-1990 : Mohamed Achab
- 1990-1991 : Khaled Sanchou
- 1991-1993 : Chedly Karoui
- 1993-1996 : Mohamed Achab
- 1996-1998 : Moncef Cherif
- 1998-2004 : Jalel Ben Aïssa
- 2004-2008 : Mohamed Achab
- 2008-2011 : Mohamed Derouiche
- 2011-2013 : Kamel Snoussi
- 2013-2015 : Anouar Haddad
- 2015-2016 : Ghazi Ben Tounes[1]
- 2016-2021 : Jalel Ben Aïssa[2]
- 2021-2022 : Noureddine Ben Brick[3]
- depuis 2022 : Mohamed Mahjoub[4]

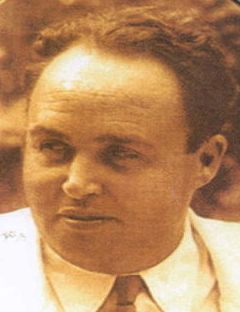
Salah Azaïz
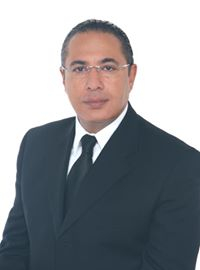
Ghazi Ben Tounes

## Couleurs
Les couleurs du Stade tunisien se composent d'un maillot vert et rouge et d'un short blanc. Le rouge symbolise le sang, le feu, l'énergie et la virilité alors que le vert symbolise l'espoir et la jeunesse et le blanc symbolise la paix et l'esprit de compétition (fair-play). Ce sont aussi les couleurs d'une pâtisserie traditionnelle tunisienne connue sous le nom de baklawa du bey, d'où le surnom du club (El Baklawa).

## Groupe de supporters
Créés en 2002[réf. nécessaire], les Bardo Boys sont un groupe d'ultras ; leur nom est une référence aux jeunes du Bardo, la cité qui accueille le club. Le Kaotic Group est créé à sa suite en 2007[réf. nécessaire]. En 2011, les deux groupes forment un genre d'alliance, sous le nom de Kop Of Bardo.
Ce dernier assure l'animation dans les tribunes, l'organisation des supporters stadistes et le soutien populaire de l'équipe. En posant leurs banderoles dans tous les stades où le Stade tunisien joue, ils marquent ainsi leur présence.